# Romance de aventura

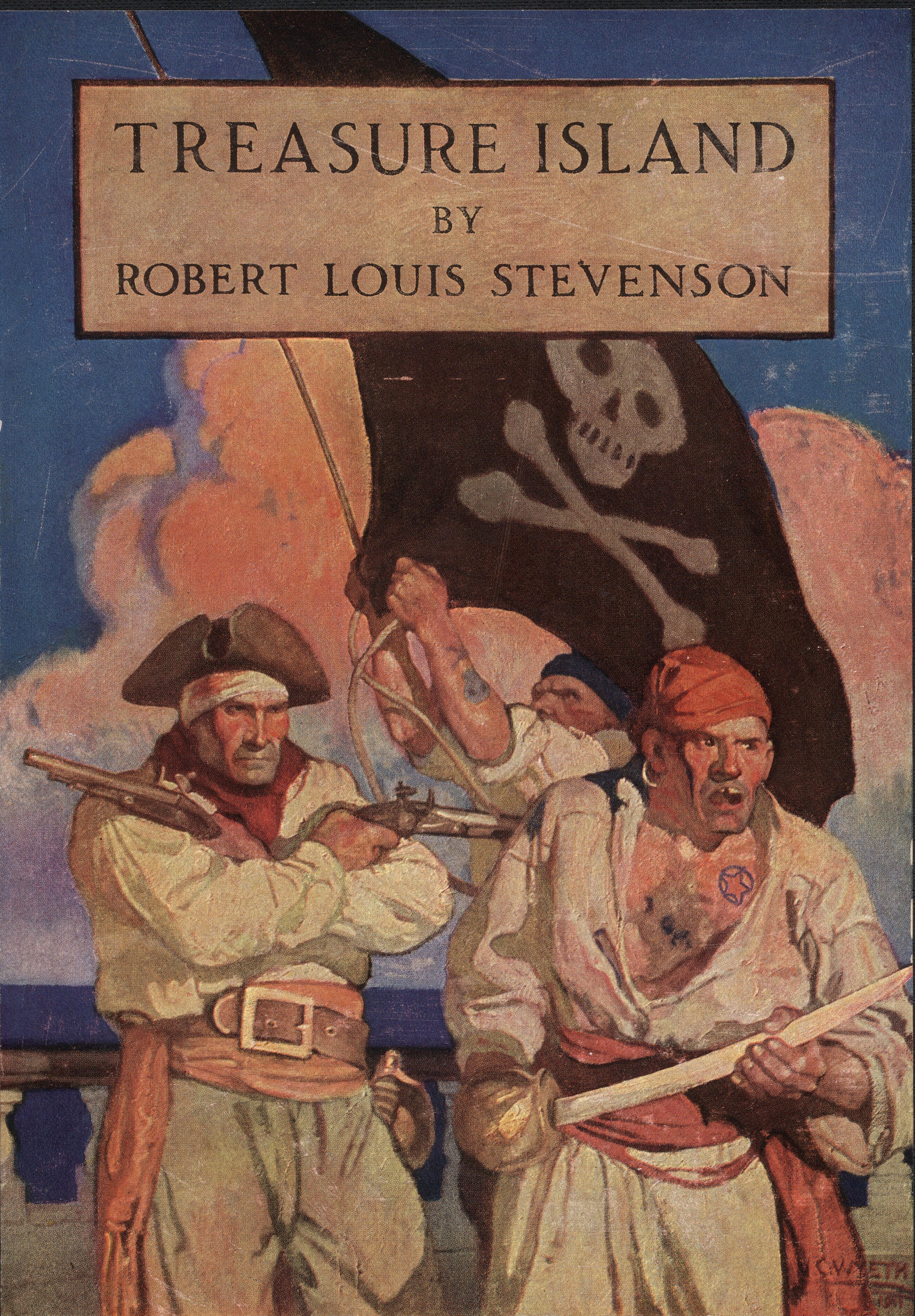
Ilha do Tesouro - Robert Louis Stevenson, 1883 - capa de uma edição de 1911.

O romance de aventura é um tipo de romance popular que dá particular ênfase à ação multiplicando as peripécias bastante violentas, nas quais o herói é bastante jovem, geralmente positivo, e onde a preocupação com a forma literária é relativamente pouco importante.
Centrado no interesse dramático, no suspense, por vezes em detrimento da verossimilhança, o romance de aventura inclui numerosos mas simplificadas personagens e referências funcionais a uma realidade muitas vezes exótica tanto histórica como geográfica, o que o distingue do romance de análise psicológica, e do romance de análises sociais ou sociológicas que visam maior complexidade. Também é sustentado por uma moral bastante esquemática que divide os homens em bons e maus, o herói (geralmente o vencedor) defendendo o lado do bem, daí o lugar que lhe é dado na literatura infantil.

## Generalidades
O romance de aventura, que pertence ao domínio da literatura popular, conheceu a sua idade de ouro na Europa entre 1850 e 1950, em particular na França e na Inglaterra, na época da instauração dos impérios coloniais, e nos Estados Unidos no contexto da conquista do oeste: é marcado de fato pela exploração do mundo conhecido como "selvagem", a sua dominação pelo Ocidente e a sua transformação pela tecnologia moderna. Autores famosos de romances de aventura marcaram a história do gênero como Walter Scott, Alexandre Dumas, Eugène Sue, Fenimore Cooper, Robert Louis Stevenson, Júlio Verne, Rudyard Kipling ou Joseph Conrad, antes que esse tipo de romance enfrentasse forte concorrência do cinema popular. A partir dos anos 1950, sofreria concorrência das histórias em quadrinhos e hoje das séries de televisão e vídeo games. A série de televisão francesa La Dame de Monsoreau em sete episódios, filmada em 1971 com base na obra de Alexandre Dumas escrita em 1846, é explicitamente apresentada em sua primeira parte como "um romance de aventura", compreendendo no século XVI dez personagens muito típicos:
- Um rei (Henri III de Valois),
- Um louco (o narrador, Chicot),
- Um irmão (François de Valois, duque de Anjou),
- Favoritos (Maugiron, Quélus, Schomberg, d'Epernon, o rei dos "mignons"),
- Um ex-favorito (Saint-Luc, recém-casado),
- Um caçador todo de preto (conde Brian de Monsoreau),
- Um cavaleiro todo de branco (Louis de Clermont, conde de Bussy d'Amboise, favorito do duque de Anjou, inimigo jurado dos mignons, mas logo amigo de Saint-Luc).

Louis de Bussy, o grande herói da história, continua dizendo que lhe falta "uma bela mulher". Será sua futura amante, a bela e loira Diane de Méridor, casada à força com o traiçoeiro conde de Monsoreau e também cobiçada pelo duque de Anjou, que tentou desonrá-la.
No século XX, os subgêneros do romance de aventura, como o romance policial ou o romance de ficção científica, tornaram-se gêneros autônomos, o romance de aventura perdeu seu significado geral e agora é estritamente definido como um romance de ação não tipificado, com personagens funcionais com psicologia bastante superficial e um pano de fundo simplificado.
No entanto, a classificação das obras como “romances de aventura” permanece delicada e discutida.

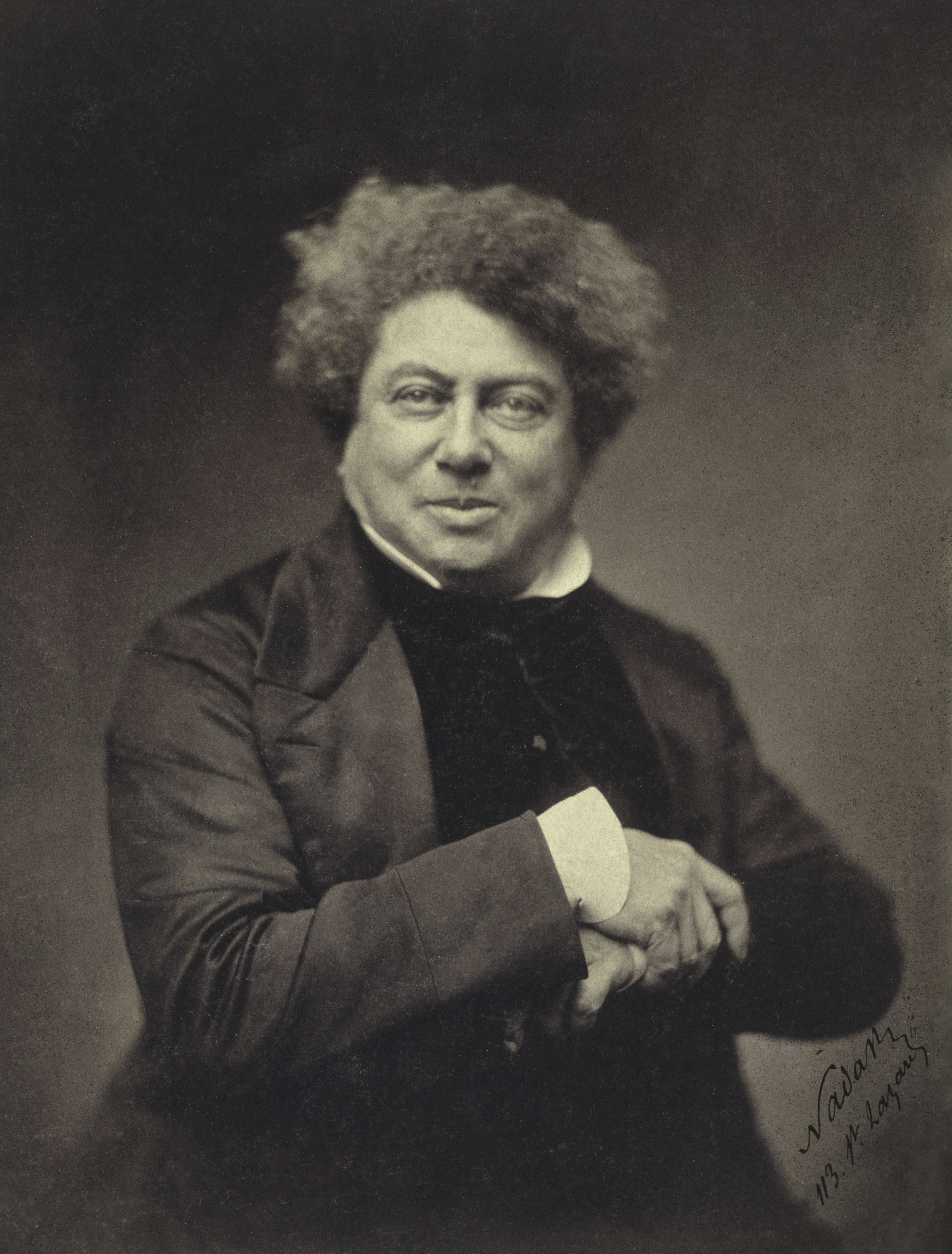
Alexandre Dumas em 1855.

A definição de romance de aventura é ainda mais questionável à medida que evoluiu ao longo do tempo. Hesita-se até mesmo no seu título entre “romance de aventura”, no singular, e “romance de aventuras", no plural, e Albert Thibaudet, enquanto isso, intitulou seu artigo da NRF de 1919, Le roman de l'aventure...
Encontramos a expressão "romance de aventura" no final do século XIII em um fabliau intitulado "Des deux bordeors ribauz". Se o autor anônimo fala indiscriminadamente de chanson de geste (verso 64) e de "romances" (verso 74) sobre obras épicas que narram as façanhas de cavaleiros que gostam de misturar (Guillaume do nariz curto, Ogier da Dinamarca, Renaud de Montauban), ele estabelece uma distinção particular para o ciclo da Távola Redonda para do qual ele fala "romances de aventura": Ge sai des romanz d'aventure,// De cels de la réonde Table,// Qui est à oïr delitable (verso 82-84). É na conotação maravilhosa ligada à noção de cavalaria, que assenta esta distinção, com figuras como a do encantador Merlin e a Dama Branca, ou elementos místicos como o Graal: é o mundo imaginário, inspirado na mitologia celta, tanto épica quanto mágica, de "hora de aventura" contada por Chrétien de Troyes cujos heróis Gauvain, Perceval ou Lancelot entram na "floresta aventureira" que corresponde ao gênero inglês de chivalric romance.
Esta conotação maravilhosa desvaneceu-se pouco a pouco, ao mesmo tempo que a prosa substituiu o verso e o romance foi assimilado ao século XVII à ficção em geral, como Pierre-Daniel Huet fez em 1670 em seu Traité de l'origine des romans, as subcategorias aparecendo apenas aos poucos e a posteriori entre os historiadores da literatura (romance heróico, romance picaresco...). Durante muito tempo, todo romance foi um romance de aventura, e era a esse caráter excepcional e imprevisto de uma história, de uma aventura, que Napoleão se referia quando exclamou: “Que romance minha vida é!". 
No início do século XIX a definição é refinada e o romance de aventura será distinguido do "romance analítico" ou "romance psicológico" (e seu avatar o popular romance sentimental que joga com a fonte da emoção), centrado no aprofundamento dos personagens, como Madame Bovary de Flaubert, e do romance "sociológico" - ou "societal" - centrado na observação da sociedade, como o Germinal de Zola. O romance de aventura será caracterizado pelo lugar central dado a múltiplos acontecimentos, inventados e fora do comum, por uma narrativa dinâmica ao serviço da ação, abandonando a complexidade psicológica e o realismo do contexto. Essa orientação de entretenimento colocaria o romance de aventura na literatura popular, com alguns críticos até mesmo desafiando a palavra "literatura", ainda no século XX, como François Mauriac para quem "o romance de aventura é apenas um emaranhado artificial de circunstâncias".
A importância da produção gradualmente criada no final do século XIX de subgêneros, por vezes porosos, que se tornarão gêneros por direito próprio, com especificidades próprias como:
- a reconstrução de um mundo distante no tempo para o romance histórico (e subgêneros como o romance de capa e espada ilustrado por Paul Féval e Michel Zévaco), como Ivanhoé de Walter Scott, Os Três Mosqueteiros de Alexandre Dumas ou A Filha do Capitão de Alexandre Pouchkine;
- a reconstituição de um alhures, de um mundo distante no espaço para o romance que poderia ser descrito como exótico: os romances marítimos de Fenimore Cooper, Sue, Verne ou Stevenson, os romances sobre territórios desconhecidos ou ainda misteriosos (o Pólo Norte em Captão Hatteras por Júlio Verne, a África nas Minas do Rei Salomão por Rider Haggard)
- a invenção de uma realidade e personagens vindos da pura imaginação para o romance de antecipação, como A Guerra dos Mundos de H. G. Wells ou Duna de Frank Herbert;
- o romance fantástico que joga com a ruptura da realidade, como A Vênus de Ille de Prosper Mérimée, e suas variantes como o romance gótico (Le Moine de Lewis) e seu herdeiro moderno o "thriller" cuja mola mestra é o suspense (O Silêncio dos Inocentes de Thomas Harris).

No final do século XIX surgiu também o romance policial, cuja base é a resolução de um enigma criminal com personagens emblemáticas século XIX como Sherlock Holmes de Conan Doyle, Arsène Lupin de Maurice Leblanc, Hercule Poirot de Agatha Christie...) e, a partir de meados dos anos 1930, o romance noir da América que combina o crime e a descrição de um mundo de anti-heróis, como The Postman Always Rings Twice de James M. Cain, ao mesmo tempo que o romance de espionagem que põe em cena um confronto político através de agentes secretos (Ian Fleming, John le Carré). Podemos acrescentar uma categoria também imprecisa e que se sobrepõe às anteriores, a dos romances para jovens marcados pela simplificação e preocupação com o ensino moral e identificação com personagens espelho para crianças ou adolescentes, muitas vezes heróis de séries como o Príncipe Eric de Serge Dalens ou O Clube dos Cinco e O Clã dos Sete de Enid Blyton.

## Definição

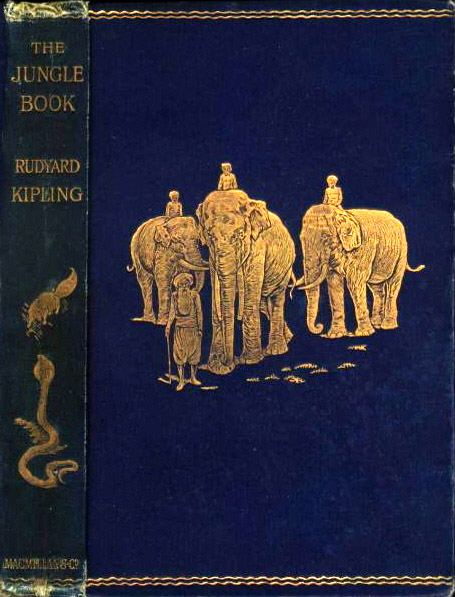
O Livro da Selva – Rudyard Kipling, 1894.

A definição geral do gênero foi estabelecida no início do século XIX e aplica-se a um romance cujo principal centro de interesse é a intriga, a história preservando o interesse dramático, o suspense com uma multiplicação de acontecimentos extraordinários e violentos, por vezes em detrimento da plausibilidade. Segundo Jean-Yves Tadié: “É uma história cujo objetivo principal é contar aventuras e que não pode existir sem elas. A aventura é a irrupção do acaso, ou destino, na vida cotidiana." Além disso, o romance de aventura há muito se sustenta em uma moralidade positiva que defende os valores da civilização ocidental, e onde o bem prevalece sobre o mal, o herói (mesmo que às vezes morra) prevalecendo na mente do leitor sobre os vilões. Jean-Paul Sartre evoca isso em Les Mots quando fala de “romance republicano de capa e espada" sobre Michel Zévaco.
Estando tudo no romance de aventura a serviço da ação, o gênero separou-se do romance realista e seu verismo ambiciona redescobrir o prazer de contar aventuras como nos romances de cavalaria ou no romance picaresco, sem se preocupar excessivamente com a plausibilidade dos personagens cuja psicologia é deliberadamente esquematizada conforme explicado por Robert Louis Stevenson:

Os personagens devem ter apenas um registro de qualidade: o guerreiro, o formidável. Na medida em que parecem insidiosos no engano e fatais no combate, serviram bem ao seu propósito. O perigo é a essência desse tipo de romance; o medo, a paixão de que ele zomba. E os personagens são desenhados apenas com o único propósito de transmitir a sensação de perigo e provocar a atração do medo. Acrescentar mais características do que o necessário, ser demasiado inteligente, perseguir a lebre dos objectivos morais ou intelectuais enquanto perseguimos a raposa dos interesses materiais, isto não é para enriquecer, mas para retirar todo o valor da sua história.
O mesmo vale para a sequência de eventos, onde o acaso feliz ou infeliz domina (por exemplo, a descoberta do mapa do tesouro por Jim na Ilha do Tesouro de Stevenson ou o milagre da visão recuperada por Michel Strogoff), e o contexto da ação, quer se trate do mundo quotidiano (como em Les Mystères de Paris de Eugène Sue) ou de realidades exóticas (a Turquia de Pierre Loti - o extremo norte e o mar de Jack London) ou virtuais (Viagem ao Centro da Terra em Júlio Verne ou o reino de Atlântida em Pierre Benoit).
A definição ampla ainda é atual e o romance de aventura é comumente definido como um romance de intriga e suspense, com um plano de ação e uma narrativa dinâmica com pouca preocupação com a plausibilidade profunda, com personagens bastante esquematizados, psicológica e moralmente, evoluindo num contexto simplificado, muito distante das reconstruções meticulosas de autores realistas. Demonstra também grande liberdade de tom, pois se o registo dramático domina naturalmente, o registo patético está muitas vezes presente (por exemplo, a morte do Signor Vitalis em Sans Famille de Hector Malot) e o registro cômico baseado na cumplicidade com o leitor não são incomuns, como as relações entre mestres e cavaleiros ilustradas em A Volta ao Mundo em 80 Dias ou o confronto de Tarzan com o mundo britânico.

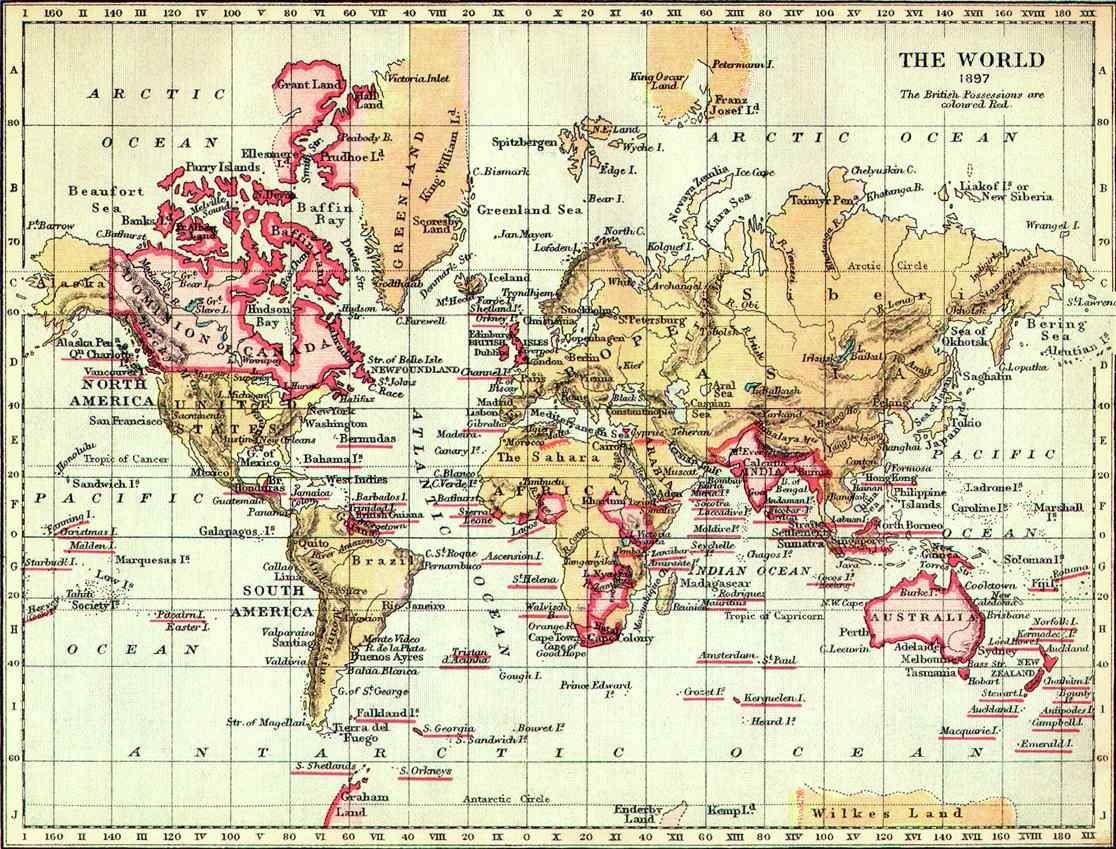
O Império Britânico (destacado em rosa) em 1897.

Na segunda metade do século XX, os historiadores e editores literários elevaram certas formas de romances de aventura ao estatuto de géneros literários autónomos, baseados mais numa diferença de grau do que numa verdadeira diferença de natureza: o papel atribuído ao contexto histórico, passado ou futuro, determina, por exemplo, a classificação como romance histórico ou romance de antecipação, enquanto a abordagem investigativa definirá o romance policial... Às vezes também falamos de "robinsonnades", de "romances ocidentais", de "romances exóticos", de "romances de guerra", etc. O que leva a uma definição mais restritiva do romance de aventura, mas que permanece vaga e negativa: na verdade chamaremos os romances de aventura de romances de ação, conforme definidos no § anterior, que não estão vinculados a um (sub)gênero caracterizado. Daí a imprecisão das classificações. Até porque todos estes géneros apresentam ações violentas fora do comum, um confronto ambíguo com a selvageria que combatemos mas à qual também nos entregamos, e um destaque ao exotismo, por vezes apenas social e não geográfico e histórico, como nos Mistérios de Paris ou O Poderoso Chefão. Esse tipo de obra geralmente define o mesmo tipo de herói particular, valente e moral, que permite ao leitor se identificar, afastando-o de seu cotidiano banal e submisso.
Muitas vezes também é difícil separar o romance de aventura (no sentido amplo de romance de ação) dos romances de análise psicológica ou "histórico-social". Como classificar certas obras? Do La Voie royale e La Condition humaine de André Malraux merecem o qualificador de romance de aventura da mesma forma que Capitão Conan de Roger Vercel, um romance de aventura óbvio, Prix Goncourt 1934, como o romance de Malraux no próximo ano? E Notre-Dame de Paris é um romance histórico ou um romance de aventura? E O Gabinete de Antiguidades de Balzac apresentado como “um verdadeiro romance de aventura, cheio de reviravoltas, com um suspense quase policial criado pelas manobras do jovem d'Esgrignon que falsifica e arrisca a colônia penal"?
Se esta área se presta à produção “industrial", como já dizia Sainte-Beuve, rapidamente esquecido na história literária (Gabriel Ferry, Paul d'Ivoi...), o gênero do romance de aventura produziu obras fortes que, como as de Stevenson, Joseph Conrad, Pierre Loti, Jack London, Karl May, James Oliver Curwood e Joseph Kessel, marcaram o imaginário dos seus muitos leitores e que, escapando a uma classificação demasiado rígida, pertencem simplesmente à literatura romântica.
Algumas obras chegaram a entrar na Bibliothèque de la Pléiade: Os Três Mosqueteiros, Vinte Anos Depois e O Conde de Monte Cristo de Alexandre Dumas, Moby Dick de Herman Melville, As Aventuras de Arthur Gordon Pym de Edgar Allan Poe, As Obras Completas de Rudyard Kipling, de Joseph Conrad, de Robert Louis Stevenson, e Antoine de Saint-Exupéry; mais recentemente, em 2012: Le Sphinx des glaces de Júlio Verne, que é uma continuação do já mencionado romance de Edgar Allan Poe. Um dos grandes clássicos de Stevenson, O Médico e o Monstro, gradualmente simbolizou no século XX a complexidade do ser humano. A vocação dos romances de Júlio Verne não é puramente narrativa: “instrução que diverte e diversão que instrui”, lemos na introdução de 1866 de seu quarto romance, As Viagens e Aventuras do Capitão Hatteras. Em 1880, em carta dirigida a Hetzel, Júlio Verne usou as palavras "romance de aventura" para designar seu trabalho anterior, e para seu próximo romance A Casa à Vapor, os costumes e a geografia da Índia. Desde a década de 1960, As Viagens Extraordinárias de Júlio Verne fascinam muitos acadêmicos, que vêem nela muito mais do que literatura para jovens ou entusiastas de ficção científica, mas também uma obra com mensagem. Por exemplo, por trás de uma história de piratas ou de uma reescrita de O Conde de Monte Cristo, O Arquipélago em Chamas e Mathias Sandorf tratam do direito dos povos à autodeterminação nos Bálcãs. O Capitão Nemo em Vinte Mil Léguas Submarinas e A Ilha Misteriosa também defende o direito dos povos à autodeterminação, ele próprio que foi em 1857, durante a revolta dos cipaios, um hindu que lutava contra a opressão inglesa. Os Filhos do Capitão Grant e Senhora Branican contêm fortes condenações ao colonialismo britânico na Austrália e na Tasmânia. Essas críticas também são encontradas na Guerra dos Mundos, de H. G. Wells, um militante socialista. Desde as primeiras páginas, este último pretende matizar a oposição maniqueísta que o leitor seria tentado a fazer entre os bons terráqueos e os maus marcianos. O Chamado da Selva e Croc-Blanc de Jack London referem-se à relação entre o mundo selvagem e o mundo civilizado no Extremo Norte. Um terceiro romance do autor, O Lobo do Mar, está ligado à sua segunda fonte de “inspiração: o mar. Jack London, também um ativista socialista, critica a teoria do super-homem de Nietzsche através do personagem de um capitão de navio tirânico e cínico, Lou Larsen. O aventureiro revela duas visões antitéticas da vida colonial nos Mares do Sul entre um casal. Ao ler as memórias de James Oliver Curwood, inseridas na coleção de suas obras, descobrimos que seu romance O Pardo - que se tornou O Urso no cinema - não poderia ser mais autobiográfico. A sequência do caçador encurralado num beco sem saída e obtendo milagrosamente o perdão da fera foi autêntica e constituiu um ponto de viragem na vida do autor: a renúncia à profissão de caçador. O Conde de Monte Cristo não é uma apologia total ao herói juíz-vingador. O herói que se acreditava enviado por Deus descobre, pela boca de um de seus três ex-perseguidores, “que ultrapassou o direito de vingança” ao causar a morte de uma criança. Para se redimir ele deve perdoar o mais culpado dos três.

## Transmissão e recepção

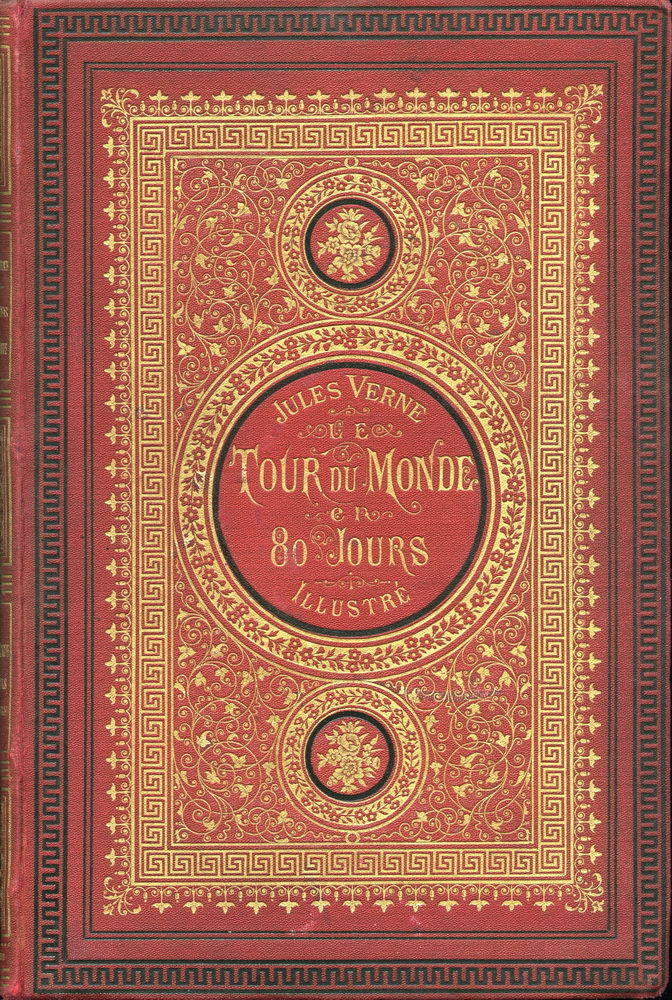
A Volta ao Mundo em 80 Dias - Júlio Verne - ed. Hetzel, 1873.

O romance de aventura viu seu número de leitores se expandir com o aumento da alfabetização no século XIX, também dará origem a novas formas narrativas como o romance seriado (Eugène Sue, Os mistérios de Paris, 1843) e a numerosas coleções muitas vezes ilustradas por editoras especializadas. Podemos citar Hetzel, o editor de Júlio Verne (Cinco Semanas num Balão, 1863, por exemplo), ou na primeira metade do século XX as edições Ferenczi que publicaram Louis-Frédéric Rouquette (Le grand silencia blanc) ou Louis Hémon (Battling Malone), e em meados do século XX, a Biblioteca Verde em Hachette ou a coleção Rouge et Or em Presses de la Cité. O público leitor se diferenciará sexualmente, mulheres e meninas apegando-se a romances sentimentais com aventuras onde o relacionamento amoroso desempenha um papel propulsor enquanto o público masculino popular fará o sucesso de romances onde predomina o confronto do herói com a adversidade ou com os outros, o que definiremos como a classe geral dos romances de aventura cujo tipo fundador é Robinson Crusoé de Daniel Defoe no século XVIII. Posteriormente, entrará em cena o romance juvenil que busca aliar aventuras, identificação e valores morais - como Le Prince Éric de Serge Dalens -, redescobrindo uma das fontes do romance formativo.
O romance de aventura há muito é rotulado como um gênero popular pertencente à literatura de segunda categoria, desprezado pelas elites cultas, aceitável apenas pelos jovens. O objetivo declarado do entretenimento é desaprovado por mentes sérias e religiosas que o vêem como uma fuga frívola, culpada de "nos afastarmos de nós mesmos" como diz François Mauriac, redescobrindo assim as críticas do século XVII contra o romance heróico considerado como cultivador perigosamente da ilusão. Lenoble condena assim “Longos romances cheios de palavras e aventuras fabulosas, e vazios de coisas que devem permanecer na mente do Leitor e aí dar frutos”. Também criticavam a mediocridade da escrita e o aspecto superficial do romance de aventura que qualificavam como "baixo", de "vulgar" e também de "perigoso" pela exaltação da acção física e pelo gosto pelo risco que esta pode suscitar.
Mas outras mentes como Marcel Schwob no início do século XX viu no romance de aventura uma fonte de renovação para o romance francês que encontraria ali a arte de uma trama cativante e "efeitos impressionantes". Por sua vez, Jacques Rivière, numa famosa obra publicada em 1913, analisa o romance de aventura como uma reação a uma literatura dominada pelo simbolismo e pelo impressionismo e encerrada numa emoção atonal e introspectiva à la Paul Bourget, característica de um final incruento do século que Marcel Proust descreveu na mesma época. Apoiando-se nos exemplos de Stevenson, Dumas pai ou do seu amigo Alain-Fournier, apresenta o romance de aventura como uma adesão à modernidade, abandonando o psicologismo dos estados de espírito pela acção e disponibilidade para um mundo aberto à imaginação. Jean-Yves Tadié, por sua vez, elogia um "romance de aventura literária" que é caracterizado "pela preocupação com o estilo, pela complexidade da estrutura, pela multiplicação de níveis de significado e riqueza simbólica". Talvez apenas o romance policial permaneça no século XX considerado, segundo palavras de dois autores-especialistas, Boileau e Narcejac, como um gênero menor: construção de obras a partir do final, que envolve a resolução de um enigma, limitação do número de páginas dos livros, proibição de trazer imprevistos da vida, como o cheiro de um cachorro. Todas essas regras levam à falta de inspiração de seus escritores e reduzem o romance policial a um jogo cruzado.

## Histórico

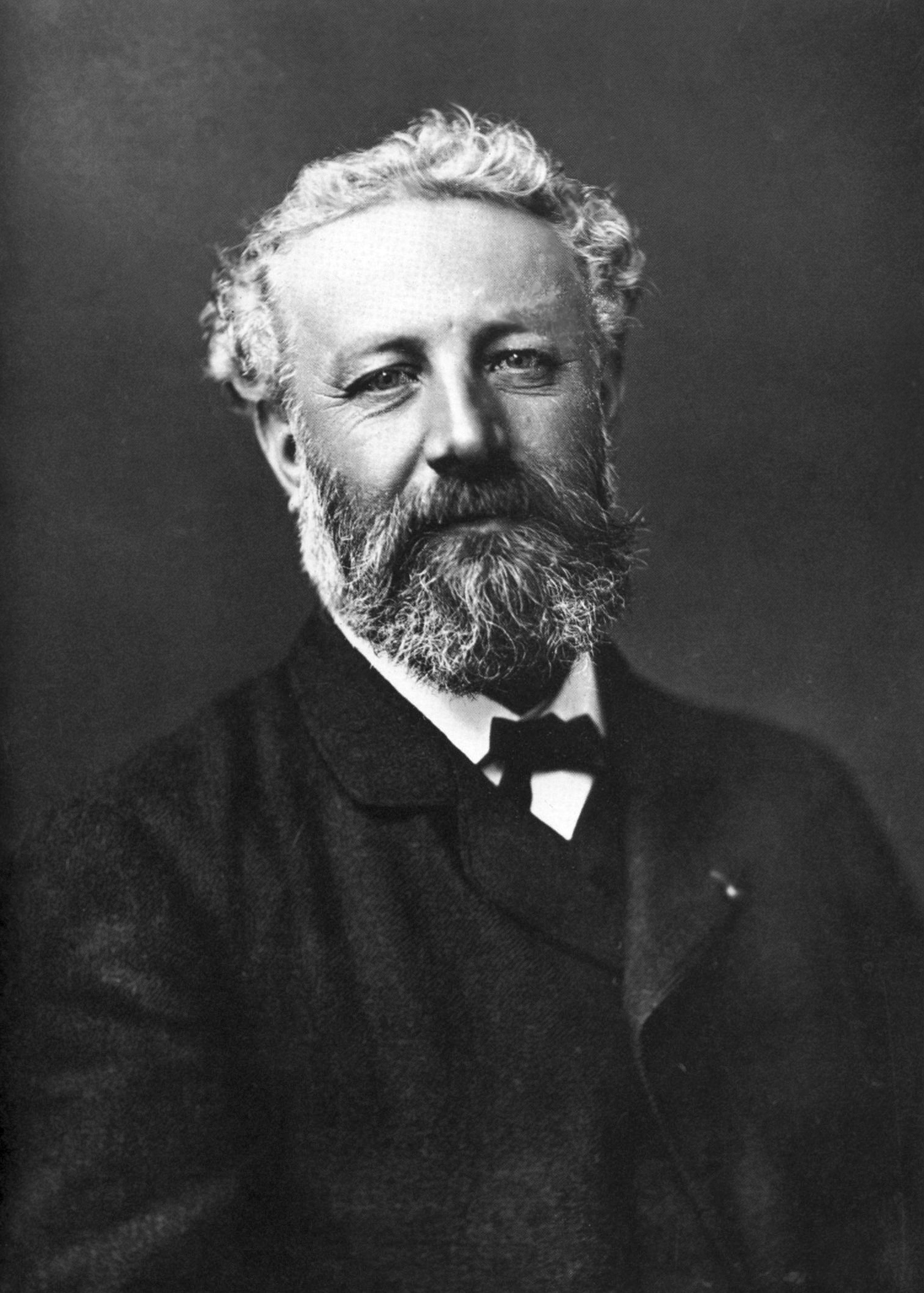
Júlio Verne, por volta de 1878.

As origens do romance de aventura fundem-se com as do romance em geral, marcadas para além da linguagem românica, por uma narração que combina realismo (ou pelo menos tendo em conta a realidade) e imaginação.
O romance de aventura é herdeiro dos romances de cavalaria do final da Idade Média marcados pela classe social dominante e pelo ideal de cortesia, como as obras emblemáticas de Chrétien de Troyes. A influência de uma classe de leitores burgueses perecerá este romance de cavalaria com figuras irrisórias como Dom Quixote e as histórias decorrerão num contexto menos virtual com Boccaccio, na Itália, e mais tarde em França com Rabelais. Romances mais realistas se multiplicarão com a literatura de colportagem e o desenvolvimento do romance picaresco no século XVIII sob influência espanhola e inglesa. No início do século XIX, embora bastante desprezado pelas classes instruídas, o romance de aventura conquistou um número crescente de leitores entre o resto da população que gradualmente ganhou acesso à leitura. Na década de 1840, ao mesmo tempo em que aparecia no teatro o melodrama, o romance seriado que mantinha o leitor em suspense com o famoso “continua" anunciando novas aventuras emocionantes. Autênticos romances de aventura, esses seriados terão seu momento de glória com Alexandre Dumas pai (O Conde de Monte Cristo, 1844-1846) e Os Mistérios de Paris de Eugène Sue (1842-1843): a moda perdurará, como evidencia o enorme sucesso de Fantômas escrito na década de 1910 por Pierre Souvestre e Marcel Allain. A presença de personagens recorrentes também contribuirá para o sucesso do romance de aventuras - por exemplo Chéri-Bibi de Gaston Leroux -, assim como o afresco estendido por várias gerações, por exemplo O Reino do Norte de Bernard Clavel (1983-1989).
As transformações do século XIX alimentarão o romance de aventura que terá em conta o desenvolvimento das cidades e das suas novas populações (Os Mistérios de Paris de Eugène Sue, Os Mystères de Londres de Paul Féval, Os Mistérios de Marselha de Zola), a importância política do povo (Jacquou le croquant de Eugène Le Roy), o progresso tecnológico e científico ilustrado pelas inúmeras obras de Júlio Verne, quer explorem as conquistas técnicas da época (A volta ao mundo em 80 dias) ou a projeção no futuro (Viagem ao centro da Terra) 

"Existe uma concordância entre o universo mental do criador individual (Júlio Verne) e o imaginário coletivo, mais precisamente a imaginação científica que estava em pleno florescimento na época."— Michel Meurger, ensaísta, especialista em imaginação científica e tecnológica.
A motorização dos transportes, a facilidade e rapidez das viagens de comboio, automóvel e depois avião farão sonhar os leitores enquanto a nostalgia de um mundo antes do progresso acompanhará as aventuras de Tarzan imaginadas por Edgar Rice Burroughs, ou as façanhas dos marinheiros tradicionais (Fortune carrée de Kessel).

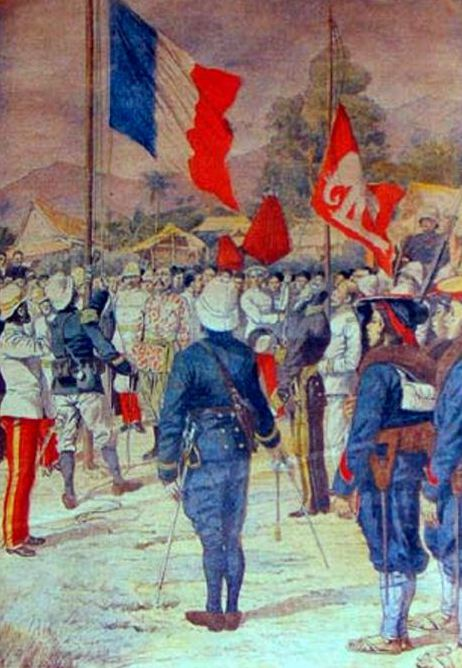
"A França no Sião - 1904", no Le Petit Journal.

Outro fator para o sucesso do romance de aventura é o gosto por outros lugares mantido por histórias de viagens e biografias de exploradores, por exemplo Across the Mysterious Continent de Henry Morton Stanley Voyage to the Great Lakes of East Africa de Richard Francis Burton, Journal d'un voyage à Temboctou de René Caillié ou Les Très Riches Heures de l'Humanité de Stefan Zweig que evoca, entre outras coisas, as façanhas de Roald Amundsen e Robert Falcon Scott na conquista dos polos. A exploração e ocupação de novas regiões do mundo encontram eco no romance de aventura com Pierre Loti (o Japão das gueixas: Madame Chrysantheme), Rudyard Kipling (Império Indiano Britânico: O Homem que Queria Ser Rei), Fenimore Cooper (A América e seus Índios: O Último dos Moicanos), Jack London, James Oliver Curwood ou Louis-Frédéric Rouquette (O Grande Norte), o deserto do Saara e a conquista colonial (Joseph Peyré, L'escadron blanc).
Este gosto pela aventura que mistura modernidade e exotismo é bem ilustrado por Arthur Rimbaud que, respondendo ao desejo de Baudelaire, vai para a Abissínia, "profundamente no desconhecido para encontrar algo novo", como será no século XX pela figura do alpinismo, "conquistador do inútil" (Roger Frison-Roche, Premier de Cordée, 1942).
O romance de aventura vinculado a esse contexto de modernidade viveu uma época de ouro nos séculos XIX e XX antes de ser concorrido pelo cinema popular (que, no entanto, muitas vezes empresta seus cenários como mostrados em O Poderoso Chefão ou O Código Da Vinci), quadrinhos e séries de televisão, ou mesmo, hoje, vídeo games onde o jogador indo além da identificação com os personagens, ele tem a oportunidade de ilusão de viver ele mesmo a aventura.

## Tropos e temas recorrentes

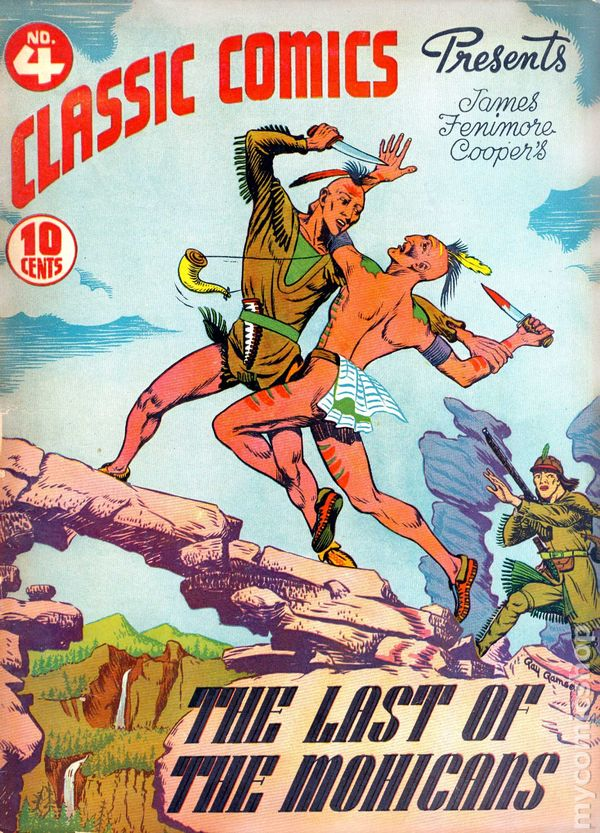
O Último dos Moicanos, James Fenimore Cooper, 1826, adaptado para quadrinhos.

- O enjeitado, o mistério familiar, a dupla identidade (Tom Jones de Fielding - Sem família de Hector Malot – Tarzan),
- A degradação social (Gil Blas - Le Capitaine Fracasse - Lord Jim),
- Os acontecimentos históricos contemporâneos (Doutor Jivago – A Ponte sobre o Rio Kwai – Alá não é obrigado),
- A viagem, o exotismo (O Último dos Moicanos - As Aventuras do Capitão Corcoran de Alfred Assolant - Cinco semanas em um balão - White Fang - Allan Quatermain - O Grizzly de James Oliver Curwood - O Esquadrão Branco de Joseph Peyré, As Portas da Aventura de Jean Hougron)

- A sobrevivência ( Robinson Crusoe, As Quatro Filhas do Doutor March de Louisa May Alcott, Sua Majestade das Moscas de William Golding, A Ilha de Robert Merle ); desastres: naufrágio (Pescador Islandês, As Aventuras de Arthur Gordon Pym), acidente de mineração (Sem família),
- A natureza virgem e animais selvagens (White Fang – Tarzan – Moby Dick – Bari wolfdog),
- O confronto social (Jacquou le Croquant - Le Cri du peuple de Jean Vautrin),
- A guerra (As Cruzes de Madeira de Roland Dorgelès – Capitão Conan de Roger Vercel - Os Nus e os Mortos de Norman Mailer – Os Centuriões de Jean Lartéguy)
- A busca: felicidade (Atlântida - O País onde nunca chegamos, André Dhôtel), origem (O Livro da Selva), amor (Manon Lescaut - Angélique), justiça (O Corcunda, O Conde de Monte Cristo), tesouro e fortuna (Ilha do Tesouro - O Tesouro de Sierra Madre – Ouro – O Salário do Medo), missão (Michel Strogoff), exploração (Volta ao Mundo em Oitenta Dias), caça (The Trappers of Arkansas de Gustave Aimard, The Lion of Kessel – Moby Dick de Herman Melville) e a paródia (Tartarin de Tarascon)
- A amizade, a solidariedade (A Cabana do Tio Tom - O Homem que Queria Ser Rei - As Aventuras de Tom Sawyer - O Primeiro da Corda - O Salário do Medo - Le Grand Meaulnes)

## Autores notáveis

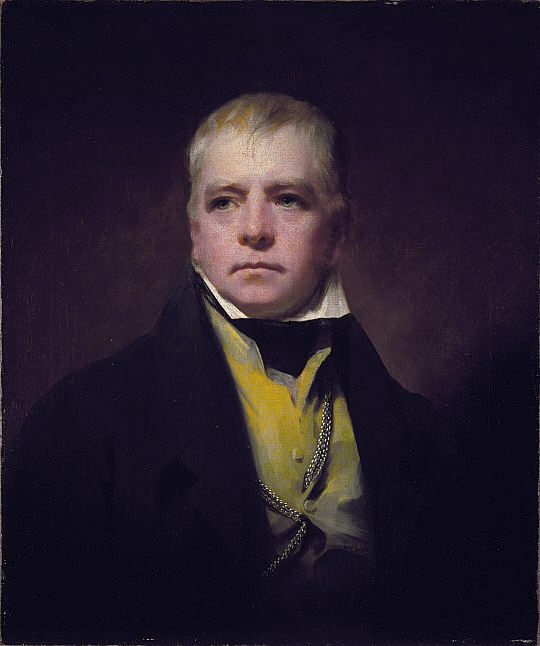
Walter Scott em 1822.

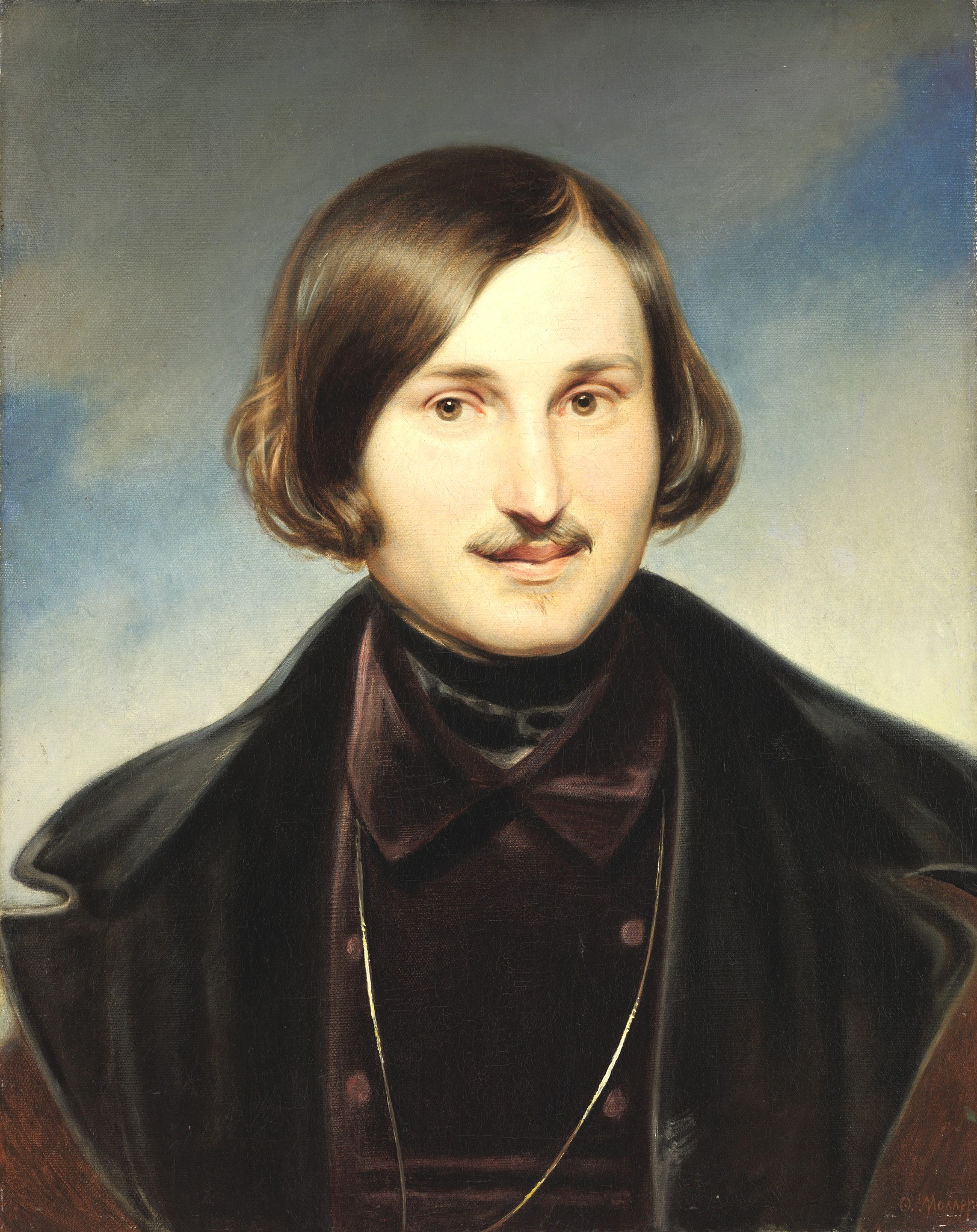
Nicolau Gogol em 1840.

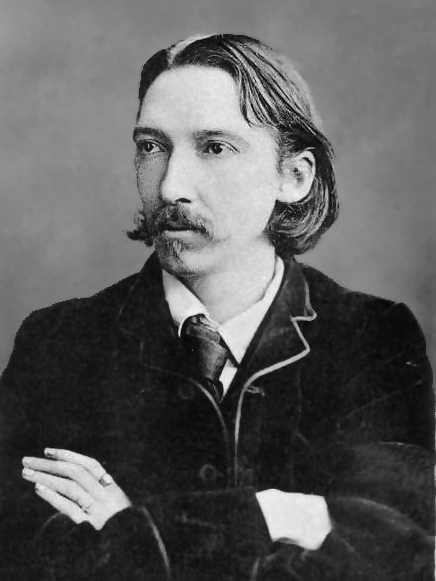
Robert Louis Stevenson por volta de 1885.

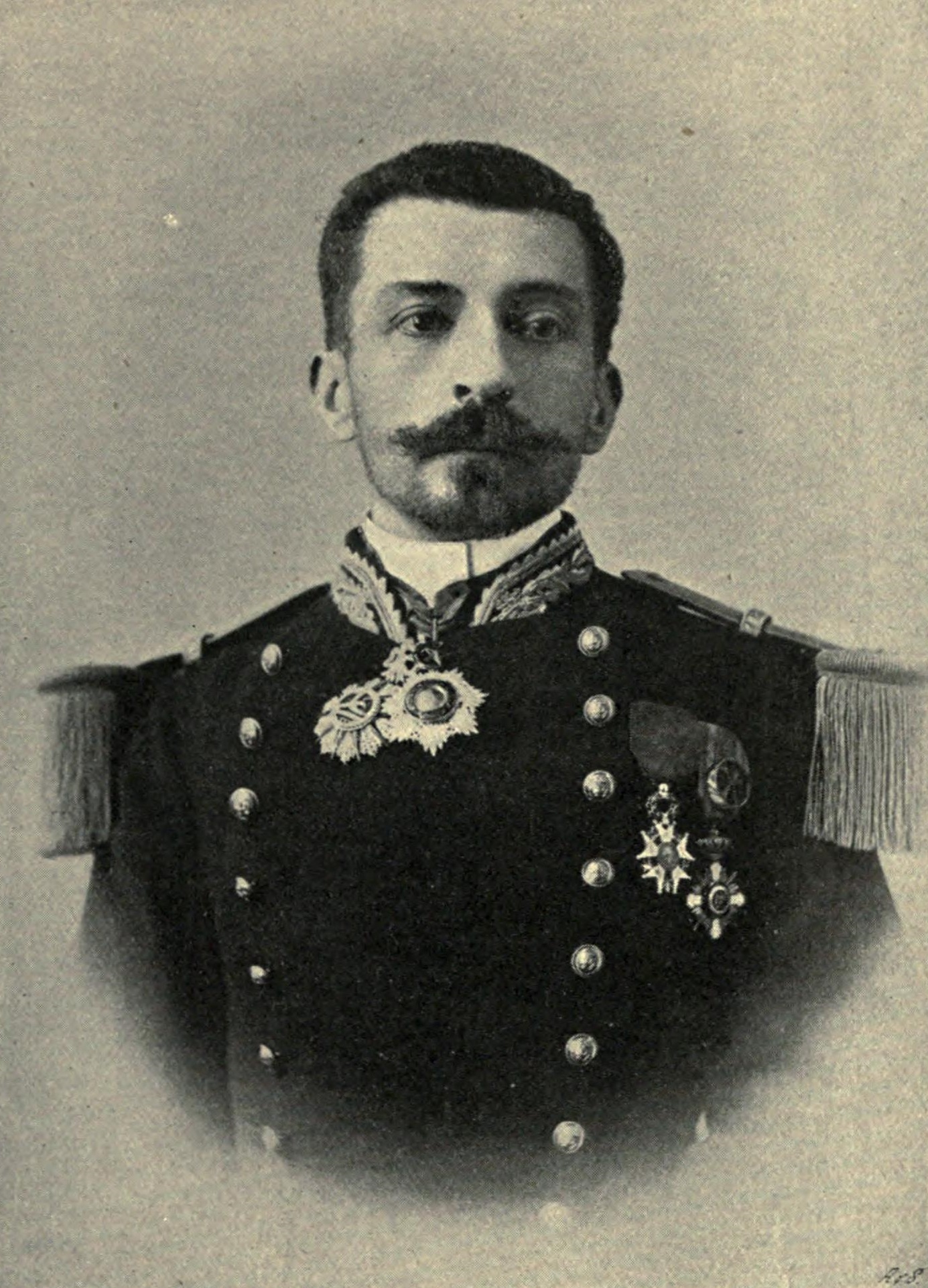
Pierre Loti por volta de 1895 (?).

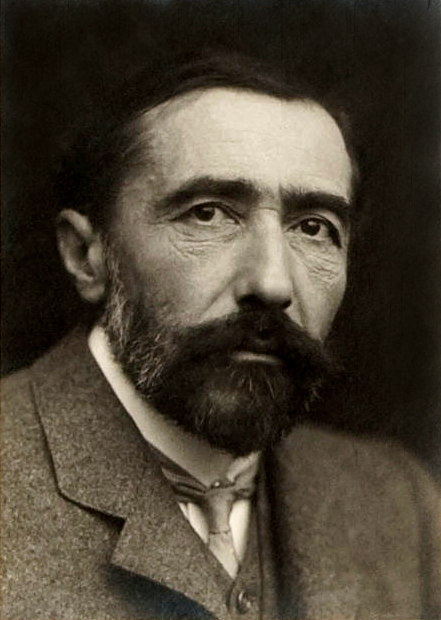
José Conrado em 1904.

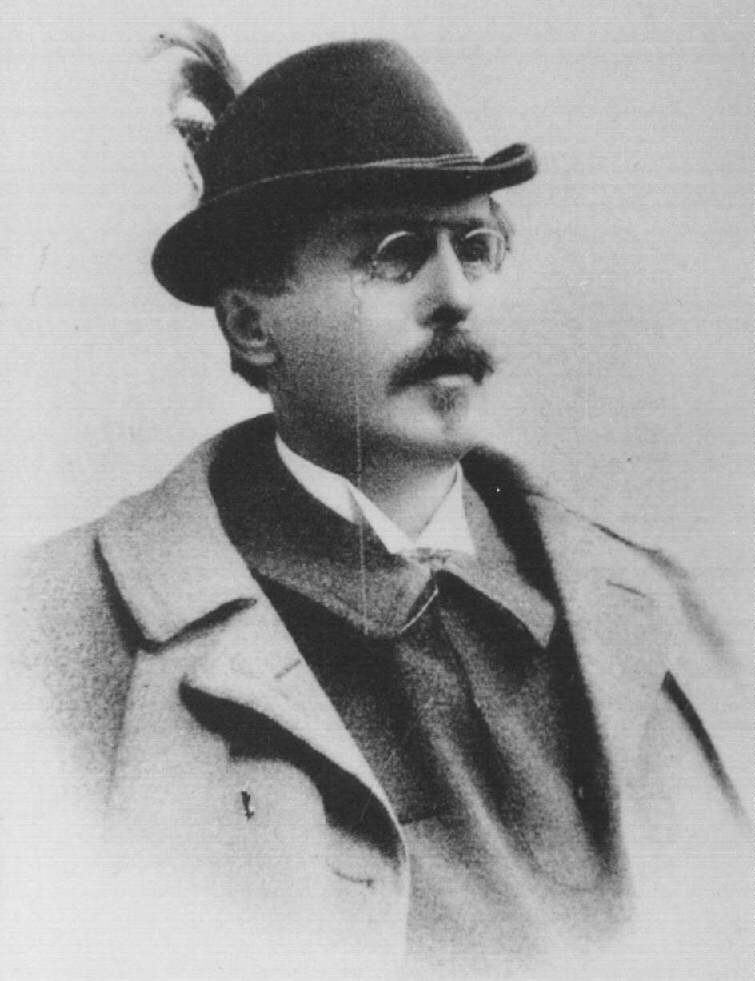
Karl May em 1907.

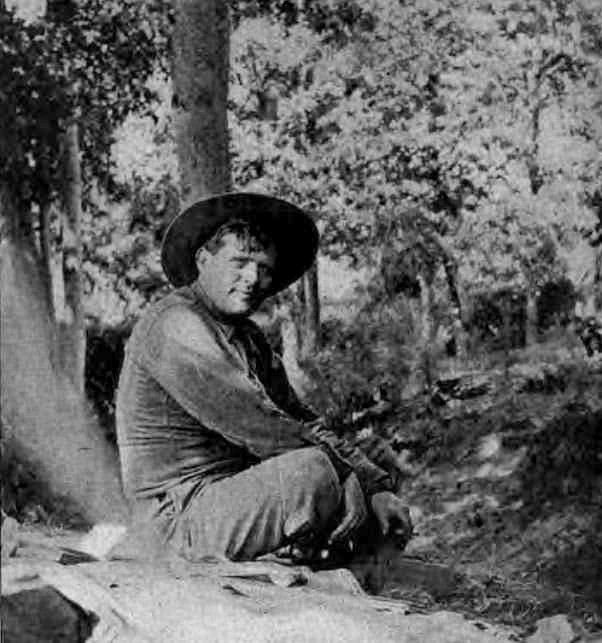
Jack Londres em 1914.

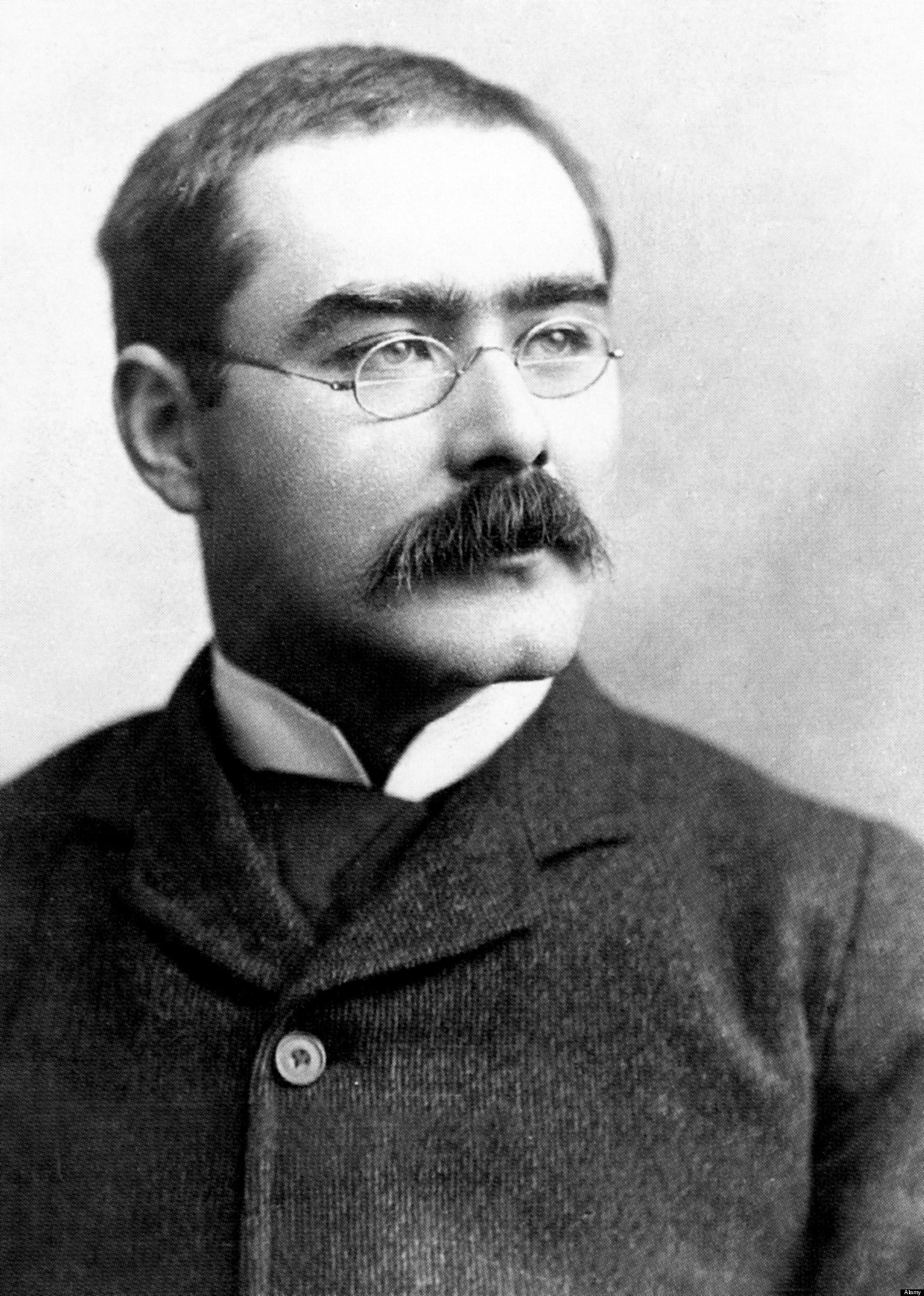
Rudyard Kipling em 1915.

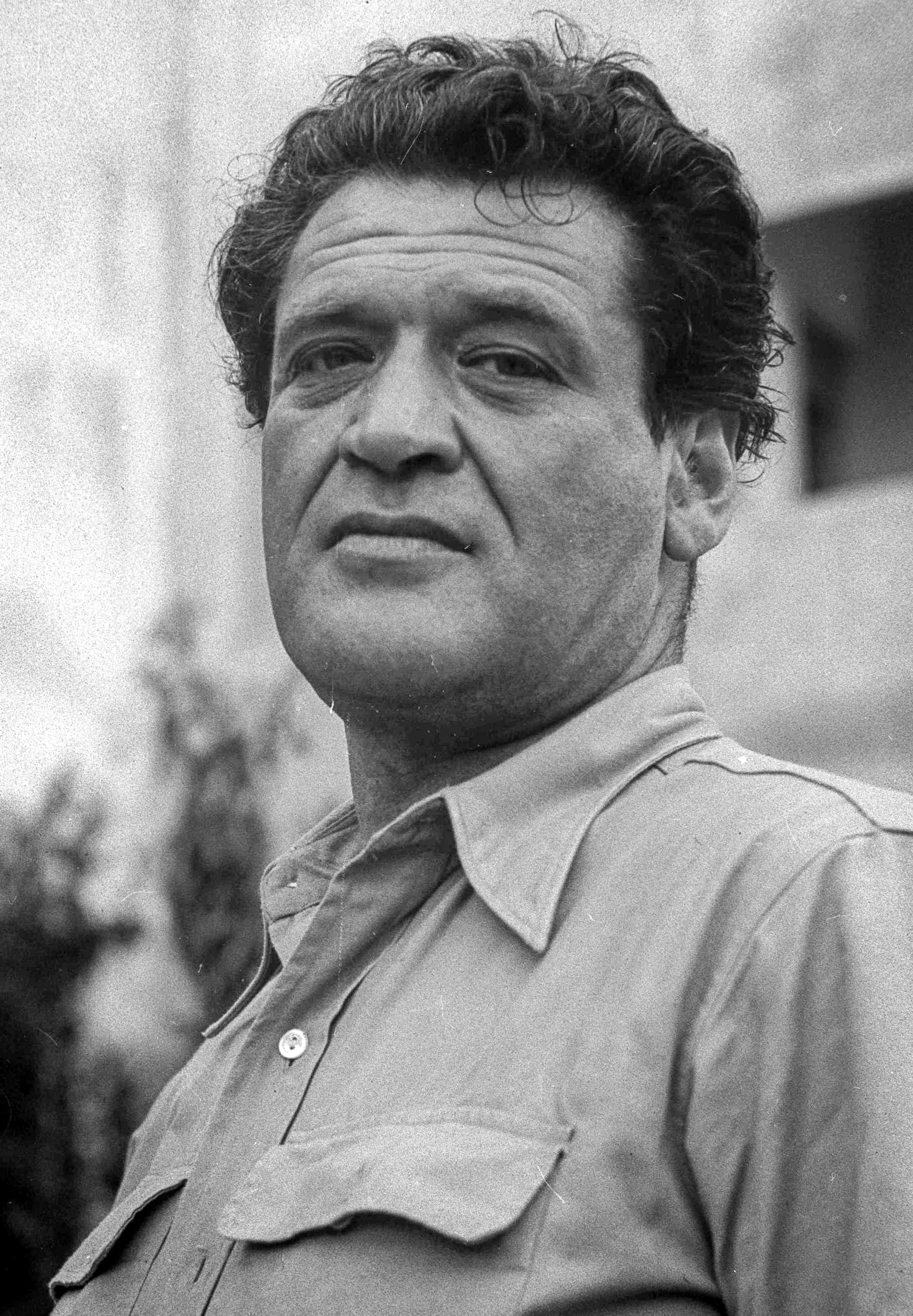
Joseph Kessel em 1948.

Eles também podem ser classificados em outro lugar: romance policial, romance histórico, romance de capa e punhal, fantasia, ficção científica para outras obras.

### França
- Victor Hugo, Han d'Islande (1823); Bug-Jargal (1824); Les Travailleurs de la mer (1866); Quatrevingt-treize (1874).
- Eugène Sue, Atar-Gull, 1831 - Les Mystères de Paris, 1842-1843 - Le Juif errant, 1845.
- Alexandre Dumas, Georges, 1842 - Le Comte de Monte-Cristo (1844) - Les Trois Mousquetaires (1843-1844) - Vingt ans après, (1845) - Le Vicomte de Bragelonne (1848); La Dame de Monsoreau (1846) - Les Quarante-cinq (1849).
- Paul Féval, La Quittance de minuit (1846); Le Bossu, 1857;Les Habits noirs (série criminelle 1863-1875).
- Pierre Alexis de Ponson du Terrail, Rocambole (ou Les Drames de Paris), 1859-1884.
- Jules Verne, Cinq semaines en ballon, 1863; Les Aventures du capitaine Hatteras, 1866; Le Tour du monde en quatre-vingts jours, 1873 ; Michel Strogoff, 1876; La Maison à vapeur, 1880; L'Archipel en feu, 1884; Mathias Sandorf,1885; Mistress Branican, 1891; Le Sphinx des glaces, 1897; Seconde Patrie, 1900; Le Village aérien, 1901.
- Alfred Assolant, Les Aventures du Capitaine Corcoran, 1867.
- Hector Malot, Sans famille, 1878; En famille, 1893.
- Pierre Loti, Pêcheur d'Islande, 1886.
- Michel Zévaco, Le pont des soupirs - Les amants de Venise 1901 deux titres d'un même roman-feuilleton inspiré du Comte de Monte-Cristo) Les Pardaillan, 1907-1920 (série de cape et d'épée).
- J.-H. Rosny aîné, La Guerre du feu, 1909-1911; Le Trésor de Mérande et autres récits d'aventures, Les Moutons Électriques, 2014.
- Gustave Le Rouge, Le Mystérieux Docteur Cornélius, 1912.
- Pierre Benoit, L'Atlantide, 1919.
- Blaise Cendrars, L'Or, 1925.
- Joseph Kessel, L'Équipage, 1923-Le Lion, 1958-Les Cavaliers, 1967.
- Joseph Peyré, L'Escadron blanc, 1934.
- Pierre Mac Orlan, L'Ancre de miséricorde, 1941.
- Roger Frison-Roche, Premier de cordée, 1942.
- Antoine de Saint-Exupéry, Pilote de guerre, 1942
- Georges Arnaud, Le Salaire de la peur, 1950.
- Pierre Boulle, William Conrad, 1950; Le Pont de la rivière Kwaï, 1952.
- Robert Merle, L'Île, 1962.
- Roger Bourgeon, Le Fils de Ben-Hur, 1963
- Myriam et Gaston de Béarn, La vie fabuleuse de Gaston Phœbus, 1959
- Louis Gardel, Fort Saganne, 1980.
- Jean-Christophe Rufin, Rouge Brésil, 2001.
- Jean-Marie Blas de Roblès, Là où les tigres sont chez eux, 2008.
- Michel Tournier, Vendredi ou la vie sauvage, 1971

### Grã-Bretanha
- Daniel Defoe, Robinson Crusoé, 1719
- Walter Scott, Le Pirate, 1821 + romances históricos.
- Wilkie Collins, La Femme en blanc, 1860 - La Pierre de lune, 1868.
- Robert Louis Stevenson, L'Île au trésor, 1883; Les Aventures de David Balfour, 2 volumes: tomo 1, Enlevé! (1886), tomo 2 Catriona (1893) ; La Flèche noire, 1888; Le Maître de Ballantrae, 1889.
- Henry Rider Haggard, Les Mines du roi Salomon, 1885.
- Rudyard Kipling, L'Homme qui voulut être roi, 1888 - O Livro da Selva, 1894 - The Second Jungle Book, 1895 - Captains Courageous, 1897 - Kim, 1901.
- Arthur Conan Doyle, La Compagnie Blanche, 1891; Les Réfugiés, 1903; Sir Nigel, 1906 - The Lost World, 1912 e quatro sequências das aventuras do Professor Challenger (+ romances policiais).
- John Meade Falkner, Moonfleet, 1898.
- Frank Bullen, La Croisière du Cachalot, 1898.
- H. G. Wells, La Guerre des mondes, 1898.
- Joseph Conrad, Lord Jim, 1900 - Au cœur des ténèbres, 1902 -Nostromo, 1904
- Baronne Orczy, Pimpinela Escarlate, 1905 + oito sequências.
- Daphne du Maurier, L'Auberge de la Jamaïque, 1935.
- Graham Greene, Tueur à gages, 1936 - Le Ministère de la Peur, 1943.
- C. S. Forester, Le Cycle de Horatio Hornblower (1937 - 1967)
- William Golding, Sa Majesté des mouches, 1954.
- Alistair MacLean, Les Canons de Navarone 1957 - L'ouragan vient de Navarone 1968.
- Ian Cameron, L'Île sur le toit du monde, deux volumes: Le Cimetière des Cachalots (tomo 1),1961; L'Étrange Bête de la Terre de feu (tomo 2), 1972.
- Ruth Rendell, Le Maître de la lande, 1982 (Grande prêmio para romance de aventura).

### Estados Unidos
- Edgar Allan Poe, As Aventuras de Arthur Gordon Pym, 1838.
- Fenimore Cooper, O Piloto, 1823; O Último dos Moicanos 1826; A Pradaria, 1828.
- Herman Melville, Moby Dick, 1851; Billy Budd, Sailor, 1924 (escrito em 1889).
- Thomas Mayne-Reid, O Chefe Branco, 1855.
- Marcos Twain, As Aventuras de Tom Sawyer (1876), As Aventuras de Huckleberry Finn, (1885), Tom Sawyer em uma Viagem, (1894), Detetive Tom Sawyer (1897).
- Lewis Wallace, Ben Hur, 1882.
- Jack London, O Chamado da Natureza 1903 - O Lobo do Mar 1904 - Caninos Brancos 1906 - O Aventureiro 1911 - Belliou, a Fumaça (1912) - O Motim de Elsinore (1914).
- Edgar Rice Burroughs, Tarzan 1912, mais 25 continuações; Apache Devil, 1933.
- James Oliver Curwood, Kazan, 1914 - O Grizzly, 1916 - Bari Wolfdog, 1917 - Nômades do Norte, 1919.
- Ernest Hemingway, Ter ou Não Ter, 1937; O Velho e o Mar, 1952.
- Truman Capote, A Sangue Frio, 1966.
- James Graham Ballard, Império do Sol, 1984.

### Alemanha
- Sophie Wörishöffer, Robert o Musgo 1877.
- Karl May, O Tesouro do Lago Prateado, 1890.
- b. Traven, O Tesouro da Sierra Madre, 1927.
- Kurt Lutgen, E Mesmo os Lobos Não Sairam, 1970 - Prisioneiro de Gelo, 1971.

### Rússia
- Nicolas Gogol, Tarass Boulba, 1835/1843.
- Alexander Pushkin, A Filha do Capitão, 1836.
- Vladimir Arsenyev, Dersu Uzala, 1921

### Polônia
- Jan Potocki, Manuscrito encontrado em Saragoça, 1804 - 1810.
- Henryk Sienkiewicz, Quo vadis?, 1896.

### Outros
- Johann David Wyss (Suíça), The Swiss Robinson, 1812.
- Francisco Coloane (Chile), Terra do Fogo, 1956.
- Umberto Eco, (Itália), Pêndulo de Foucault, 1988.